# Scotophilus nux
Scotophilus nux là một loài động vật có vú trong họ Dơi muỗi, bộ Dơi. Loài này được Thomas mô tả năm 1904.
Loài này có thể được tìm thấy ở Cameroon, Cộng hòa Dân chủ Congo, Bờ biển Ngà, Guinea Xích đạo, Ghana, Guinea, Kenya, Liberia, Nigeria, Rwanda, Sierra Leone và Uganda. Nó được tìm thấy trong các khu rừng ẩm ướt nhiệt đới hoặc cận nhiệt đới.